# Discestra major
Discestra major là một loài bướm đêm trong họ Noctuidae.